# Miralem Sulejmani
Miralem Sulejmani (ur. 5 grudnia 1988 w Belgradzie) – serbski piłkarz pochodzenia gorańskiego, grający na pozycji pomocnika lub napastnika w szwajcarskim klubie BSC Young Boys. Wychował się w Partizanie Belgrad, w sezonie 2006–2007 był wolnym zawodnikiem i latem ubiegłego roku podpisał kontrakt z Heerenveen. 6 lutego zadebiutował w reprezentacji (Serbia – Macedonia 1:1). 4 lipca 2008 roku zasilił AFC Ajax (za rekordową kwotę 16,25 mln euro). W letnim okienku transferowym na zasadzie wolnego transferu podpisał pięcioletnią umowę z Benfiką. W 2015 przeszedł do BSC Young Boys.